# Sandro Nicević
Sandro Nicević (né le 16 juin 1976 à Pula en Croatie) est un joueur de basket-ball professionnel de nationalité croate. Mesurant 2,10 m pour 110 kg, il évolue au poste d’intérieur.

## Clubs
- 1994 - 1995 :  Gradine Pula (1er division)
- 1995 - 1996 :  KK Franck Zagreb (1er division)
- 1996 - 1997 :  Cibona Zagreb (1er division)

puis prêté à  Benston Zagreb (1er division)
- 1997 - 2001 :  Cibona Zagreb (1er division)
- 2001 - 2002 :  Union Olimpija Ljubljana (1er division)

puis  Le Mans Sarthe Basket (Pro A)
- 2002 - 2004 :  Le Mans Sarthe Basket (Pro A)
- 2004 - 2005 :  AEK Athènes (ESAKE)
- 2005 - 2006 :  Unicaja Málaga (Liga ACB)
- 2006 - 2007 :  Le Mans Sarthe Basket (Pro A)
- 2007 - 2008 :  Besiktas Istanbul (1er division)
- 2008 - 2011 :  Benetton Trévise (Lega A)
- 2011 - 2012 :  Fabi Sutor Basket Montegranaro (Lega A)
- 2013 :  Cibona Zagreb (1er division)
- 2013 - 2017 :  Orlandina Basket (Lega A)

Autres
- 1996 : A participé à Nike Hoop Summit à Charlette (USA) : Selection du monde 18 ans et moins
- 1999 : A participé à la Summer League à Trévise (Italie) : a été nommé dans la All-Star 2nd Team
- 2004 : A participé à la Summer League à Minneapolis (USA) : avec (Toronto Raptors)

## Statistiques
Ce tableau présente les statistiques significatives par saison.
| Saison  | Club                  | Stats                                                                               |
| ------- | --------------------- | ----------------------------------------------------------------------------------- |
| 1996-97 | Benston Zagreb        | 4,4 rebonds                                                                         |
| 1998-99 | Cibona Zagreb         | 4,2 points et 2,8 rebonds                                                           |
| 1999-00 | Cibona Zagreb         | 5,9 points et 4,7 rebonds                                                           |
| 2000-01 | Cibona Zagreb         | 6,1 points et 3,4 rebonds (Euroligue), 8 points et 5 rebonds (Ligue croate)         |
| 2001-02 | Olimpija Ljubljana    | 6,3 points et 4,4 rebonds                                                           |
| 2001-02 | Le Mans Sarthe Basket | 11,6 points et 4,6 rebonds (Pro A)                                                  |
| 2002-03 | Le Mans Sarthe Basket | 14,1 points et 6,2 rebonds (Pro A)                                                  |
| 2003-04 | Le Mans Sarthe Basket | 12,5 points, 7,3 rebonds et 1,8 ct (Pro A), 13,4 points et 5,6 rebonds (Coupe ULEB) |
| 2004-05 | AEK Athènes           | 9,4 points et 5,0 rebonds (Ligue ESAKE), 12,5 points et 5,3 rebonds (Euroleague)    |
| 2005-06 | Malaga                | 6,6 points et 3,5 rebonds (Liga ACB), 5,5 points et 3,5 rebonds (Euroleague)        |
| 2006-07 | Le Mans Sarthe Basket | 12,0 points et 5,2 rebonds (Pro A), 11,9 points et 5,6 rebonds (Euroleague)         |
| 2007-08 | Besiktas Istanbul     | 12,5 points et 5,9 rebonds (TBL), 10,9 points et 5,6 rebonds (Coupe ULEB)           |
| 2008-09 | Benetton Trévise      | 10,2 points et 4,9 rebonds (LegA), 12,3 points et 4,9 rebonds (Eurocup)             |

## Palmarès

### En club
- Champion d’Espagne en 2006 avec Unicaja Málaga
- Demi-finaliste de la Coupe du Roi en 2006
- Finaliste du championnat de Grèce en 2005 avec AEK Athènes
- Demi-finaliste de Pro A en 2003 et 2004 avec Le Mans Sarthe Basket
- 1er de la Saison Régulière en 2004 avec Le Mans
- Vainqueur de la Coupe de France en 2004
- Champion de Croatie en 1998, 1999, 2000, 2001 et 2013 avec Cibona Zagreb
- Vainqueur de la Coupe de Croatie en 1999, 2001 et 2013 avec Cibona Zagreb

### En sélection nationale
- Championnat d'Europe masculin de basket-ball
  - Championnat d'Europe 2003 en Suède
  - Championnat d'Europe 1997 en Espagne
  - Quart de finaliste aux Jeux olympiques de Pékin en 2008
  - Participation au Championnat d'Europe des 22 ans et moins en 1998
  -  Médaille d'argent au championnat d'Europe des 18 ans et moins en 1994 en Israël
- autres
  - International croate de 1996 à 2009
  -  Médaille d'or aux Jeux Mondiaux Militaires en 1999

### Distinction personnelle
- Nommé MVP du Championnat d’Europe des 18 ans et moins en 1994
- Participation au All Star Game croate 2000 et 2001
- Participation au All Star Game France 2004
- Participation au All Star Game grec 2005